# Енеја
Енеја, један од јунака у Тројанском рату, био је ― према миту ― син Анхиcа и богиње Афродите и припадник млађе гране тројанске краљевске куће.
У Илијади бог Нептун прориче да ће Енеја и његови потомци једном владати Тројанцима. Из тога се после Хомера развила легенда о бекству Енеје, његовог оца и сина Асканија из порушене Троје и о њиховим потоњим лутањима. У грчкој митографији се у 5. веку п. н. е. први пут спомиње Енејин одлазак на Запад, али нема доказа да су га Римљани у то време сматрали праоцем своје домовине. Ипак, археолошки налази показују да је већ крајем 6. века п. н. е. Енеја био познат у Етрурији. Отприлике у 4. веку п. н. е. у грчкој се митографији спомиње град Лавинијум и за његовог оснивача именује Енеја. То је био покушај Грка да се херојима грчких митова припише оснивање њима познатог Запада. Изгледа да је у то време и град Алба Лонга, који је заиста постојао, почео тврдити да је Енеја био предак његових краљева. Ускоро је на место Албе Лонге дошао Рим, који је развио легенду о Енеји као оснивачу римског народа. Тако су Римљани, подстакнути националним поносом, сопствену историју повезали са историјом грчкога света.
Прича о тројанском пореклу Рима добила је свој коначни облик у 3. веку п. н. е, када је спојена са другом легендом о пореклу Рима, тј. са легендом о Ромулу. Како је то спајање изазвало хронолошке тешкоће (према миту, Енеја је у Италију дошао половином 12. века п. н. е, а Ромул је основао Рим 753. године п. н. е.), римски су писци попунили ту »празнину« боравком неколико генерација Енејиних потомака у Алби Лонги. У 3. веку п. н. е. ова је прича била веома раширена и добро позната. Јулије Цезар се у 1. веку п. н. е. из политичких разлога представљао као потомак Енеје и Венере (римске Афродите). Најпознатији приказ легенде о Енеји дао је у 1. веку п. н. е. Вергилије у епу Енеида, који је постао национални еп Римљана.

## Етимологија
Енеја је романизација јунаковог изворног грчког имена стгрч. Αἰνείας (Aineías). Енеја је први пут представљен у Хомеровој химни Афродити када му Афродита даје име од придева стгрч. αὶνóν (ainon, „ужасно“), за „страшну тугу“ (грч. αὶνóν ἄχος) коју јој је изазвао рођењем као смртник који ће остарити и умрети. То је популарна етимологија за ово име, коју је очигледно искористио Хомер у Илијади. Касније у средњем веку било је писаца који су сматрали да, пошто је Енејида написао филозоф, она требало да се чита филозофски. Као такво, у „природном поретку“, значење Енејиног имена комбинује грчки стгрч. ennos („становник“) са стгрч. demas („тело“), који постаје стгрч. ennaios или „становник“ — тј. као бог који настањује смртно тело. Међутим, нема сигурности у погледу порекла његовог имена.

### Епитети
Имитирајући Илијаду, Вергилије позајмљује Хомерове епитете, укључујући: Енеја, магнанимум, магнус, херос и бонус. Иако позајмљује многе, Вергилије даје Енеји два своја епитета у Енеиди: патер и пиус. Епитети које је применио Вергилије су пример другачијег става од Хомеровог, јер док је Одисеј стгрч. poikilios  („лукав”), Енеја је описан као стгрч. pius  („побожан“), што преноси снажан морални тон. Чини се да сврха ових епитета намеће представу о Енејиној божанској руци као оцу и оснивачу римске расе, а њихова употреба делује посредно: када се Енеја моли, он себе назива побожним, а аутор га тако назива само када лик делује у име богова да би испунио своју божанску мисију. Исто тако, Енеја се назива патером када делује у интересу својих људи.

## Опис
Енеју је хроничар Малалас у свом извештају о Хронографији описао као особу која је „ниска, дебела, добрих груди, снажна, румена, равног лица, доброг носа, бледа, ћелава, добре браде“. У међувремену, у извештају о Даресу Фригијцу, он је илустрован као „... кестењасте косе, здепаст, елоквентан, уљудан, разборит, побожан и шармантан. Очи су му биле црне и светлуцаве.“

## Грчки мит и епос

### Хомеровахимна Афродити
Прича о рођењу Енеја испричана је у Хомеровој химни Афродити, једној од главних Хомерових химни. Афродита је проузроковала да се Зевс заљуби у смртне жене. У знак одмазде, Зевс у њено срце ставља жељу за Анхисом, који чува своју стоку у брдима близу планине Ида. Када га Афродита види, задивљена је. Она се кити као за свадбу међу боговима и појављује се пред њим. Он је свладан њеном лепотом, верујући да је она богиња, али Афродита себе идентификује као фригијска принцеза. Након што воде љубав, Афродита му открива свој прави идентитет, а Анхис се плаши шта би му се могло догодити као резултат њихове везе. Афродита га уверава да ће бити заштићен и говори му да ће му родити сина који ће се звати Енеја. Међутим, она га упозорава да никада никоме не сме рећи да је водио љубав са богињом. Када се Енеја родио, Афродита га је одвела нимфама планине Ида, налажући им да одгајају дете до пете године, и да га затим одведу код Анхиса. Према другим изворима, Анхис се касније хвали својим сусретом са Афродитом, и као резултат тога, Зевс га је ударио громом у стопало. Затим је хром у ту ногу, тако да Енеја мора да га носи из пламена Троје.

### ХомероваИлијада
Енеја је споредан лик у Илијади, где га богови два пута спасавају од смрти, као за још непознату судбину, али је сам по себи частан ратник. Уздржавши се од борби, огорчен на Пријама јер му, упркос његовим храбрим делима, није дат дужни део части, он предводи напад на Идоменеја да би повратио тело свог зета Алката на наговор Дејфоба. Он је вођа дарданских савезника Тројанаца, као и други рођак и главни поручник Хектора, сина и наследника тројанског краља Пријама.
Енејина мајка Афродита му често прискаче у помоћ на бојном пољу, а он је Аполонов миљеник. Афродита и Аполон спасавају Енеју из борбе са Диомедом из Арга, који га замало убија, и одводе га у Пергам на лечење. Чак и Посејдон, који обично фаворизује Грке, долази у помоћ Енеји након што је пао под Ахилов напад, напомињући да је Енеја, иако из млађе гране краљевске породице, предодређен да постане краљ тројанског народа.
Брус Лоуден представља Енеју као „тип“: Једина врлинска особа (или породица) поштеђена општег уништења, пратећи мит о Утнапиштиму, Баукиди и Филемону, Ноју и Лоту. Псеудо-Аполодор у својој Библиотеци објашњава да су га „... Грци [поштедели] њега самог, због његове побожности.“

### Други извори
Римски митограф Гај Јулије Хигин (око 64. п. н. е. – 17. не) у својим Фабулама приписује Енеји убиство 28 непријатеља у Тројанском рату. Енеја се такође појављује у тројанским наративима који се приписују Даресу Фригију и Диктису са Крита.

## Римски мит и књижевност
Историју Енеја наставили су римски аутори. Један утицајан извор био је извештај о оснивању Рима у Пореклима Катона Старијег. Легенда о Енеји била је добро позната у Вергилијево време и појавила се у разним историјским делима, укључујући Римске антике грчког историчара Дионисија из Халикарнаса (ослањајући се на Марка Теренција Варона), Ab Urbe Condita од Ливија (вероватно на бази Квинта Фабија Пиктора, фл. 200. п. н. е.), и Гнеј Помпеј Трог (сада сачуван само у Јустиновом оличењу).